# Warcraft III: The Frozen Throne
Warcraft III: The Frozen Throne è un'espansione per Warcraft III: Reign of Chaos. È stato pubblicato nel mese di luglio 2003 negli Stati Uniti, in Europa e in Corea del Sud, e nel mese di febbraio in Giappone. L'espansione, come il gioco originale (necessario per il suo funzionamento), è disponibile per i sistemi operativi Microsoft Windows e Mac OS. Il gioco include anche alcune migliorie per il World Editor di Warcraft III.

## Trama
Tempo dopo la sconfitta dei demoni in Reign of Chaos Maiev Shadowsong, guardiana delle antiche carceri degli elfi della notte, si lancia all'inseguimento di Illidan, che prima della seconda venuta dei demoni era recluso per la sua brama ossessiva di magia e potere (vedi Pozzo dell'Eternità, Guerra degli Antichi e Storia dell'universo di Warcraft#La creazione di Nordrassil e la Guerra dei Satiri). Illidan intanto ha stretto alleanza con i naga, una razza acquatica discendente dagli elfi della notte. L'inseguimento di Maiev porta a una serie di scoperte: Illidan sta cercando un potente artefatto chiamato "Occhio di Sargeras", con cui intende fare un rituale volto apparentemente a distruggere il mondo. Maiev non riesce a evitare che Illidan si impossessi dell'Occhio di Sargeras, ma con l'aiuto di Malfurion Stormrage, Tyrande Whisperwind e del principe elfo del sangue Kael'thas Sunstrider, riesce ad evitare che venga completato il rituale, solo per scoprire che esso era mirato a distruggere il Trono Ghiacciato e con esso il Re dei Lich.
Illidan si chiarisce con il fratello Malfurion dopo averlo aiutato a ritrovare Tyrande, abbandonata da Maiev nelle mani dei non morti, ma decide di fuggire e di nascondersi su Draenor (seguito prontamente da Maiev e dalle altre guardiane, determinate a riacciuffarlo), in quanto ha fallito la missione commissionatagli dal supremo signore dei demoni Kil'jaeden, ossia l'uccisione del Re dei Lich.
Dopo aver aiutato gli elfi della notte, gli elfi del sangue guidati da Kael'thas si mettono al servizio della resistenza degli umani, guidata dal razzista Garithos. Alleatisi in un certo momento con i naga per sconfiggere i non morti, vengono accusati di tradimento e condannati a morte. La leader dei naga, Lady Vashj, li salva e li spinge dalla parte di Illidan, promettendo loro una nuova patria e insegnando loro a nutrirsi della magia dei demoni per placare la loro sete di magia. Essi si uniranno quindi a Illidan nella lotta contro il Flagello e contro i cacciatori di Maiev.
Intanto Arthas è costretto a fronteggiare una dura guerra civile. I signori delle tenebre hanno preso il controllo di una parte del Flagello, mentre un'altra parte è caduta nelle mani di Sylvanas Windrunner, banshee Reietta creata da Arthas durante la distruzione della patria degli elfi. Con l'indebolirsi del potere del Re dei Lich a causa del rituale iniziato da Illidan, i poteri di Arthas diminuiscono e così il suo controllo sui non morti. Kel'Thuzad, rimastogli fedele, riesce a farlo fuggire e a farlo incontrare con il signore delle cripte nerubiano Anub'arak. Insieme riescono a raggiungere il Trono Ghiacciato. Il Re dei Lich trasmette le sue ultime forze ad Arthas, che riacquista così il controllo dei non morti e tutti i suoi poteri, ma prima di poter raggiungere la sua meta deve sconfiggere Illidan, Kael e Vashj, che seguendo l'ordine dei loro nuovi padroni demoniaci, cercano di impedire al Re dei Lich di riacquistare il potere perduto. Lo scontro si risolve con una vittoria per Arthas, che ferisce gravemente Illidan e riesce a raggiungere il Trono Ghiacciato e a romperlo allo scopo di liberare lo spirito imprigionato del Re dei Lich.
La storia si conclude con la fusione tra Arthas e il Re dei Lich: Arthas diventa il nuovo Re dei Lich, acquistando un nuovo potere che va oltre ogni concezione.
Al racconto principale si affianca anche una mini campagna degli orchi in cui Rexxar, un mezzosangue metà orco e metà ogre, Rokhan, troll "cacciatore delle ombre", Cairne Bloodhoof, capo dei tauren e Chen Stormstout, mastro miscelatore pandaren, cercano di sventare un attacco ai danni dell'Orda ordito dagli umani. Essi scoprono che il vero responsabile non è Jaina Proudmoore, capo degli esuli di Lordaeron, bensì il padre, l'Ammiraglio Daelin Proudmoore, che dopo anni di guerra contro gli orchi non riesce ad accettare l'idea di averli come vicini e collaborare con loro. La guerra si risolve nella vittoria dell'Orda con la morte di Proudmoore, e con la firma di un trattato di non aggressione da parte di Thrall e di Jaina.

## Caratteristiche del gioco

### Campagne
In Frozen Throne sono disponibili quattro campagne: delle Sentinelle, dell'Alleanza, del Flagello e dell'Orda.
A differenza di Reign of Chaos, in alcuni capitoli dell'espansione si comandano due fazioni diverse, prima opposte, come quelle degli elfi della notte e dei naga, per esigenze di trama.

### Razze
Le quattro razze principali restano quelle di Reign of Chaos, ma l'espansione aggiunge le seguenti razze che il giocatore può controllare durante le campagne:
- Elfi del sangue: non sono una razza completa come le altre, infatti non sono disponibili nella modalità schermaglia; molte loro unità e edifici sono ripresi da quelli umani o elfici con pochi ritocchi, ma ne hanno di originali. Non godono di grosse capacità offensive e difensive e le truppe sono abbastanza fragili. Tuttavia durante la campagna possono contare sull'aiuto dei naga.
- Naga: sono una razza di creature serpentine, metamorfosi degli antichi elfi della notte, trasformati in seguito alla Guerra degli Antichi. Vengono invocati da Illidan affinché lo aiutino a soddisfare i voleri del suo nuovo padrone, Kil'jaeden. Sono anch'essi una razza presente unicamente nell'espansione e non selezionabile in modalità schermaglia, ma hanno caratteristiche uniche: tutte le unità possono nuotare, e gli edifici si possono costruire anche nell'acqua bassa. Dispongono inoltre di un'unità non-eroica unica per potere distruttivo: la "guardia reale", un feroce mirmidone scelto che riesce a resistere a moltissimi danni, provocandone altrettanti ad ogni colpo sferrato, al punto da poter tenere facilmente testa agli eroi. Queste unità non possono però essere prodotte negli edifici; le si ha in dotazione come unità d'élite in scenari specifici della Campagna dell'Alleanza.

### Eroi
Oltre a quelli di Reign of Chaos, i seguenti eroi divengono disponibili per le rispettive fazioni.
Mago del Sangue (umani): Avendo perso la loro terra elfica Quel'Thalas, molti maghi hanno abbracciato la potenza oscura della loro natura magica, infatti essi fanno ancora parte dell'Alleanza, ma proprio per questo fatto sulla magia oscura non sono visti molto di buon occhio dagli umani. È un eroe di intelligenza.
Guardiana (elfi della notte): Sono le sentinelle degli elfi della notte, nonché cacciatrici di taglie, secondini e con cariche di vigilanza simili. Appena scoprono un evaso, si buttano subito alla sua ricerca senza freni che le possano fermare. La sua caratteristica è l'agilità.
Signore della Cripta (non morti): I Signori delle cripte erano un tempo i sovrani del regno di Azjol-Nerub, il regno Nerubiano. Dopo la caduta del regno dovuta alla "Guerra del Ragno", strinsero un'alleanza col Re dei Lich di cui ora sono una delle legioni più potenti. La sua caratteristica è la forza.
Cacciatore delle Ombre (orchi): I cacciatori delle ombre sono i capi sciamanici dei troll silvani che si sono uniti agli orchi per salvaguardare la loro specie.  La sua caratteristica è l'agilità.

#### La Taverna
In The Frozen Throne è disponibile la "Taverna", un edificio neutrale indistruttibile dal quale è possibile acquistare degli eroi mercenari istantanei, senza bisogno di tempo per l'addestramento. Sono diversi e possono contribuire alla difesa o all'attacco come ad esempio:
Ranger Oscuro: Esse erano le leader degli eserciti di Quel'Thalas, resuscitate dal Flagello per servire nei loro eserciti. La sua caratteristica principale è l'agilità.
Strega del mare Naga: Essa è una creatura simile ad una sirena che un tempo era un'elfa della notte, prima che fosse divenuta una naga. La sua caratteristica principale è l'intelligenza.
Pandaren Brewmaster: Questi esseri metà umani e metà panda provenienti da Pandaria, girano il mondo per trovare erbe per fare sempre nuove tipologie di distillati. Non sono particolarmente aggressivi, in quanto preferiscono dedicarsi ai loro distillati e a condividerli con chiunque incontrino, ma se vengono attaccati divengono aggressivi come gli orsi, usando come strategia anche le loro conoscenze sull'uso dell'alcol. La sua caratteristica principale è la forza.
Signore delle bestie: Questo personaggio metà orco e metà ogre, cerca di stare lontano dai conflitti, in quanto preferisce perfezionare le sue doti sul controllo degli animali. Questo è l'eroe principale della campagna bonus, dove viene chiamato Rexxar. La sua caratteristica principale è la forza.
Signore delle cripte: Questi possenti demoni sono i signori delle cripte che comandano i loro eserciti composti da demoni minori, e che regnano sulle Terre Esterne. La sua caratteristica principale è la forza.
Signore delle fiamme: Il signore delle fiamme è uno degli spiriti elementali che millenni prima avevano servito I Vecchi Dei. Vennero poi esiliati dopo la sconfitta di questi ultimi da parte dei Titani. Poi molto tempo dopo i maghi sono riusciti a rievocarli ed ora essi vogliono rivendicare la loro terra, distruggendo ogni vita che incontrano. la sua caratteristica principale è l'agilità
Stagnino: Lo stagnino Goblin è un ingegnere molto esperto nel costruire macchinari in quanto la sua intelligenza supera di gran lunga quelli degli altri goblin. La sua caratteristica principale è l'intelligenza.
Alchimista: Questo goblin che viaggia sul dorso di un ogre, possiede intrugli che possono rendere il suo schiavo un perfetto combattente. La sua caratteristica principale è la forza.